# Christian Barnekow (compositeur)
Pour l’article homonyme, voir Christian Barnekow.
Christian Barnekow (né à Luz-Saint-Sauveur (France) le 28 juillet 1837, décédé à Copenhague le 20 mars 1913) est un compositeur danois.

## Biographie
Le nom de famille Barnekow est celui d'une famille noble de la région de Rügen que l'on peut remonter jusqu'aux années 1200. Les membres de la famille ont vécu au Danemark et en Suède depuis environ 1500.
Christian était le grand-père maternel du compositeur Povl Hamburger (en) (1901-1972). Du côté maternel, Christian était le petit-fils du professeur de médecine Christian Fenger (1773-1845) et apparenté à la compositrice Johanne Fenger (1836–1913).
Christian Barnekow est né et a vécu ses deux premières années à Luz-Saint-Sauveur, dans les Hautes-Pyrénées en France, où la famille est restée en raison de la mauvaise santé de son père. Quand son père Adolph Gothard Joachim von Barnekow, gentilhomme de la chambre du roi du Danemark, est mort le 10 février 1839 à Hyères, la famille a déménagé à Copenhague, où l'enfant a grandi dans la maison de son grand-père.
Barnekow a pris des leçons de musique au près de Niels Ravnkilde et plus tard d'Edvard Helsted. Il était un pianiste et un organiste accompli et a également commencé à composer à la fin de ses études en 1856.
Il a enseigné de façon sporadique. Il était organiste suppléant de Johann Peter Emilius Hartmann et Niels Wilhelm Gade.
En outre, il a été membre d'associations s'occupant de musique. Il était, entre autres choses, président de la Société de musique de 1895 à sa mort en 1913 et cofondateur et un temps président de la Société pour la publication de la musique danoise.

## Œuvres
Pour la Société de publication de la musique danoise, il a arrangé de la musique pour le piano, en particulier Gyrithe de F. L. Æ. Kunzen, Balders Død et Fiskerne de Johann Hartmann, ainsi que de la musique de Dietrich Buxtehude. En 1908, il a publié: Ältere Geistliche Lieder 1-8 à partir de la musique de Johann Christian Bach, Carl Philipp Emanuel Bach et Johann Abraham Peter Schulz.
Christian Barnekow a écrit de la musique chorale sacrée et des lieder, ainsi que de la musique de chambre.
Œuvres avec numéros d'opus
- op. 1 Trio avec piano en fa #mineur (1861)
- op. 4 Den ensomme (Le solitaire), mélodie
- op. 6 Trois mélodies
- op. 7 Poèmes de Chr. Richardt
- op. 8 Fyra Sånger d'après Zacharie Topelius (chœur de femmes et orchestre - 1885)
- op. 11 Mélodies de poètes finlandais (1890)
- op. 12 Quatuor avec piano (1905)
- op. 13 Dronningens Klage (La plainte de la Reine) (1892)
- op. 14 Chansons folkloriques russes d'après Thor Lange (1892)
- op. 15 Chants pour chœur d'hommes
- op. 17 Chants pour chœur mixte (1894)
- op. 18 Chants pour chœur d'hommes
- op. 19 Nocturnes (1898)
- op. 20 Quintette à cordes (1905)
- op. 21 Chants pour chœur d'hommes
- op. 22 Nord og Syd (Nord et Sud) (duos - 1901)
- op. 23 Sonate pour violon (1907)
- op. 24 Sonate pour piano (1907)
- op. 26 Chants pour chœur d'hommes
- op. 29 Idylles (orchestre à cordes 1910)

Musique vocale
- 100 chants spirituels (1864, 1870, 1874, 1903)
- Bibelske og kirkehistoriske sange (Chants bibliques et de l'église) (1868)
- Sange fra Nordens Sagnhistorie (1873) (Chants de l'histoire légendaire de Scandinavie)
- Fædrelandshistoriske Sange (1875) (Chants historiques patriotiques)
- Sønderjyske Viser (1868)
- Nye Melodier til gamle Folkeviser (1870) (Nouvelles mélodies pour d'anciennes ballades)

Cantates
- Kantate til Kunstakademiet stiftelsesfest (Cantate pour la célébration de la Fondation de l'Académie des Arts)
- Kantate Holbergfesten på Sorø Akademi (1884)
- Kantate til årsfesten på Efterslægtselskabets Skole
- Kantate til indvielsen afGrundtvigs hus

## Le collectionneur
Barnekow était aussi un collectionneur passionné et possédait une riche bibliothèque, dont de nombreuses œuvres musicales. Il avait aussi une grande collection d'art assemblée par son grand-père et enrichie par sa mère. Cette collection contenait des exemples remarquables de l'art danois ancien et il l'a également complétée de tableaux de l'Âge d'or danois. Cette collection contenait des œuvres de Toussaint Gelton, Herman Koefoed (Portræt af Christian Fenger, 1775), Erik Paulsen (Kunstens genius, 1786, et Badende nymfe, 1787), F.C. Camradt, Henrik Plötz (da) (Franz I et Josef II d'Autriche, Christian David Gebauer (en) (Kosakker i nærheden af Dresden, 1813), Martinus Rørbye (C.A. Lorentzen i sit atelier, 1827, et Le chirurgien Christian Fenger avec sa femme et sa fille, 1829), Adam Gjelstrup, Maria Grove, Johan Peter Raadsig (Italienske bønder ved et Madonnabillede, 1847), Frederik Kraft (da) (Motiv mellem Tivoli et Gerano, 1854), Christen Dalsgaard (En pige, der pynter en grav, 1858), Hermania Neergaard (da) et Hanne Hellesen (da).
Sa riche collection de musique est maintenant déposée au Musée d'Histoire de la Musique.